# خوسيه فيليغاس
خوسيه فيليغاس (بالإسبانية: José Villegas Tavares)‏ هو لاعب كرة قدم مكسيكي في مركز الدفاع، ولد في 20 يونيو 1934 في لا إكسبيرينسيا ‏ في المكسيك. شارك مع منتخب المكسيك لكرة القدم. أما مع النوادي، فقد لعب مع نادي غوادالاخارا.

## وصلات خارجية
- خوسيه فيليغاس على موقع الاتحاد الدولي (مؤرشف)  (الإنجليزية)
- خوسيه فيليغاس على موقع قاعدة بيانات كرة القدم.إي يو (الإنجليزية)
- خوسيه فيليغاس على موقع ناشيونال فوتبول تيمز (الإنجليزية)
- خوسيه فيليغاس على موقع Soccerway.com (الإنجليزية)
- خوسيه فيليغاس على موقع عالم كرة القدم.نت (الإنجليزية)